# Tamari Davis
Tamari Davis (* 15. Februar 2003 in Gainesville, Florida) ist eine US-amerikanische Leichtathletin, die sich auf den Sprint spezialisiert hat. 2023 wurde sie mit der US-amerikanischen 4-mal-100-Meter-Staffel in Budapest Weltmeisterin.

## Sportliche Laufbahn
Tamari Davis siegte 2022 in 10,91 s beim Music City Track Carnival und im Mai darauf siegte sie in 10,91 s beim USATF Bermuda Grand Prix. Ende Mai wurde sie beim Meeting International Mohammed VI d’Athlétisme de Rabat in 22,30 s Dritte im 200-Meter-Lauf und im August belegte sie bei den Weltmeisterschaften in Budapest mit 11,03 s im Finale den neunten Platz über 100 Meter. Zudem siegte sie mit der US-amerikanischen 4-mal-100-Meter-Staffel mit neuem Meisterschaftsrekord von 41,03 s gemeinsam mit Twanisha Terry, Gabrielle Thomas und Sha'Carri Richardson.

## Persönliche Bestzeiten
- 100 Meter: 10,83 s (+0,6 m/s), 30. Juli 2022 in Memphis
  - 60 Meter (Halle): 7,08 s, 11. Februar 2023 in New York City
- 200 Meter: 22,30 s (+0,8 m/s), 28. Mai 2023 in Rabat